# Basil Copper
Pour les articles homonymes, voir Copper.
Basil Copper, né le 5 février 1924 et mort le 4 avril 2013  est un écrivain britannique, spécialisé dans la fantasy, l’horreur, et le policier, principalement connu pour avoir repris la série Solar Pons créée par August Derleth comme un pastiche du personnage de Sherlock Holmes, créé par Arthur Conan Doyle.

## Biographie
Sa première nouvelle, The Curse, est publiée alors qu’il n'a que quatorze ans. 
Après ses études, il devient journaliste. Sa première nouvelle publiée à titre professionnel est The Spider, dans le cinquième tome du Pan Book of Horror Stories (en), en 1964 ; il publie son premier livre deux ans après, The Dark Mirror, premier roman de la série Mike Faraday.
Il devient écrivain à plein temps autour de 1970. En 1971, il est édité pour la première fois par la maison d’édition Arkham House dirigée par August Derleth : The House by the Tarn, dans la collection « Dark Things (en) ». Copper publie ensuite de nombreux titres chez cet éditeur, comme From Evil's Pillow en 1973, And Afterward, the Dark en 1977, et son roman Necropolis en 1980.
Parmi ses récits d’horreur connus, il convient de mentionner The Academy of Pain, Amber Print, The Recompensing of Albano Pizar, The Candle in the Skull (lu à Halloween sur BBC Radio 4), Better Dead, Beyond the Reef, Bright Blades Gleaming et Ill Met by Daylight. Copper a également écrit une histoire dans l’univers de H. P. Lovecraft, Shaft Number 247, parue en 1980 dans New Tales of the Cthulhu Mythos. Il a également travaillé de nombreux romans policiers, de la série Mike Faraday (au total, 58 romans entre 1966 et 1988).
Les œuvres de Copper ont été traduites en de nombreuses langues. Sa nouvelle intitulée Camera obscura est adaptée en 1971 à la télévision par Universal Pictures pour la série télévisée Night Gallery (épisode 12, saison 2) : le personnage de Mr. Gingold y est incarné par l'acteur Ross Martin.  
Ses romans Necropolis (mélange de roman gothique victorien et de roman policier) et The House of the Wolf (roman de loup-garou) sont illustrés par Stephen Fabian ; le premier est sélectionné pour le prix Locus du meilleur roman de fantasy en 1981. Début 2008, Stephen Jones (en) publie sur Copper une biographie, intitulée Basil Copper: A Life in Books ; elle reçoit le prix British Fantasy spécial en 2009.

## Œuvres
Les titres donnés sont les titres originaux.

### Romans et recueils de nouvelles
- Not After Nightfall (Four Square Books, 1967)
- From Evil's Pillow (en) (Arkham House, 1973)
- The Vampire:  In Legend, Fact and Art (Robert Hale, 1973)
- The Great White Space (1975)
- When Footsteps Echo (Robert Hale, 1975)
- The Curse of Fleers (Harwood-Smart, 1976)
- And Afterward, the Dark (en) (Arkham House, 1977)
- The Werewolf:  In Legend, Fact and Art (Robert Hale, 1977)
- Here Be Daemons (Robert Hale, 1978)
- The Dossier of Solar Pons (Pinnacle, 1979)
- The Further Adventures of Solar Pons (Pinnacle, 1979)
- The Secret Files of Solar Pons (Pinnacle, 1979)
- The Uncollected Cases of Solar Pons (Pinnacle, 1980)
- Voices of Doom (Robert Hale, 1980)
- Necropolis (en) (Arkham House, 1980)
- Into the Silence (Sphere Books, 1983)
- The House of the Wolf (en) (Arkham House, 1983)
- The Black Death (en) (Fedogan & Bremer, 1991)
- The Exploits of Solar Pons (en) (Fedogan & Bremer, 1993)
- The Adventure of the Singular Sandwich (en) (Fedogan & Bremer, 1995)
- The Recollections of Solar Pons (en) (Fedogan & Bremer, 1995)
- Whispers in the Night: Stories of the Mysterious & Macabre (en) (Fedogan & Bremer, 1999)
- Solar Pons Versus The Devil’s Claw (2004, Sarob Press)
- Solar Pons: The Final Cases (2005, Sarob Press)
- Darkness, Mist and Shadow: The Collected Macabre Tales of Basil Copper Volumes 1 and 2 (PS Publishing, 2010)

### SérieMike Faraday
1. The Dark Mirror (1966)
2. Night Frost (1966)
3. No Flowers for the General (1967)
4. Scratch on the Dark (1967)
5. Die Now, Live Later (1968)
6. Don't Bleed on Me (1968)
7. The Marble Orchard (1969)
8. Dead File (1970)
9. No Letters from the Grave (1971)
10. The Big Chill (1972)
11. Strong-Arm (1972)
12. A Great Year for Dying (1973)
13. Shock-Wave (1973)
14. The Breaking Point (1973)
15. A Voice from the Dead (1974)
16. Feedback (1974)
17. Ricochet (1974)
18. The High Wall 1975)
19. Impact (1975)
20. A Good Place to Die (1975)
21. The Lonely Place (1976)
22. Crack in the Sidewalk (1976)
23. Tight Corner (1976)
24. The Year of the Dragon (1977)
25. Death Squad (1977)
26. Murder One (1978)
27. A Quiet Room in Hell (1979)
28. The Big Rip-Off (1979)
29. The Caligari Complex (1980)
30. Flip-Side (1980)
31. The Long Rest (1981)
32. The Empty Silence (1981)
33. Dark Entry (1981)
34. Hang Loose (1982)
35. Shoot-Out (1982)
36. The Far Horizon (1982)
37. Trigger-Man (1983)
38. Pressure-Point (1983)
39. Hard Contract (1983)
40. The Narrow Corner (1983)
41. The Hook (1984)
42. You Only Die Once (1984)
43. Tuxedo Park (1985)
44. The Far Side of Fear (1985)
45. Snow-Job 1986)
46. Jet-Lag (1986)
47. Blood on the Moon (1986)
48. Heavy Iron (1987)
49. Turn Down an Empty Glass (1987)
50. Bad Scene (1988)
51. House-Dick (1988)
52. Print-Out (1988)

## Sources
- (en) Cet article est partiellement ou en totalité issu de l’article de Wikipédia en anglais intitulé « Basil Copper » (voir la liste des auteurs).
- (en) Basil Copper, And Afterward, the Dark : Seven Tales, Sauk City, Arkham House, 1977, 222 p. (ISBN 978-0-87054-079-0, OCLC 3624670, LCCN 77078594).
- (en) Robert Reginald, Science Fiction and Fantasy Literature 1975-1991, Détroit, Gale Research, 1992 (ISBN 978-0-8103-1825-0, LCCN 92028219), p. 206.
- (en) Jack Sullivan, The Penguin Encyclopedia of Horror and the Supernatural, New York, Viking Press, 1986, 482 p. (ISBN 978-0-670-80902-8, LCCN 85040558), p. 96.
- (en) Donald H. Tuck, The Encyclopedia of Science Fiction and Fantasy, Chicago, Advent, 1974, 3e éd. (ISBN 978-0-911682-20-5, LCCN 73091828), p. 117.